# Terracidiphilus
Terracidiphilus es un género de bacterias gramnegativas de la familia Acidobacteriaceae. Actualmente contiene una sola especie: Terracidiphilus gabretensis. Fue descrita en el año 2016. Su etimología hace referencia a bacteria del suelo amante del ácido. El nombre de la especie hace referencia a Gabreta, nombre celta de la selva de Bohemia, en Europa central. Es aerobia, móvil y acidófila. Catalasa y oxidasa negativas. Tiene un tamaño de 0,5-0,8 μm de ancho por 0,6-1,2 μm de largo. Forma colonias transparentes, circulares y convexas. Temperatura de crecimiento entre 12-30 °C, óptima de 20-24 °C. El pH óptimo es de 4-5. Tiene un genoma de 5,3 Mpb y un contenido de G+C de 57,3%. Se ha aislado de suelo forestal en la selva de Bohemia, República Checa. 